# San Isidro de Capellanía
San Isidro de Capellanía är en ort i Mexiko.   Den ligger i kommunen San Felipe och delstaten Guanajuato, i den centrala delen av landet, 300 km nordväst om huvudstaden Mexico City. San Isidro de Capellanía ligger 2 107 meter över havet och antalet invånare är 144.
Terrängen runt San Isidro de Capellanía är varierad. Runt San Isidro de Capellanía är det ganska glesbefolkat, med 31 invånare per kvadratkilometer. Närmaste större samhälle är San Felipe, 14,0 km norr om San Isidro de Capellanía. Trakten runt San Isidro de Capellanía består i huvudsak av gräsmarker.